# 无梗艾纳香
无梗艾纳香（学名：Blumea sessiliflora）是菊科艾纳香属的植物。分布于印度尼西亚、印度、中南半岛、缅甸、泰国以及中国大陆的江西、广东等地，生长于海拔200米至700米的地区，多生于山坡草地，目前尚未由人工引种栽培。

## 别名
密花艾纳香（海南植物志）